# Litteras a vobis
Mit der Enzyklika Litteras a vobis wandte sich Papst Leo XIII. am 2. Juli 1894 an das brasilianische Episkopat und schrieb „über den Klerus in Brasilien“.

## Vergrößerung des Episkopates
Die Enzyklika entstand rückbezüglich eines Schreibens der brasilianischen Bischofssynode in São Paulo, mit dem diese dem Papst die Situation in Brasilien darlegten und darum baten, die Anzahl der Bischöfe in Brasilien zu erhöhen. Er folgt in diesem Schreiben dieser Bitte der Bischöfe und weist auf die Bedeutung und die Notwendigkeit hin, die zur Zunahme des christlichen Gutes werden könnte. Gleichzeitig mahnt er an, dass die Kleriker alle Mittel aufwenden müssten, um gegen das sich ausbreitende „Böse“ anzugehen.

## Die Verantwortung der Priester
Voraussetzung sei eine heilige Disziplin und eine gute Ausbildung, welche die Priester befähigen sollen, ihren göttlichen Dienst versehen zu können. Jedoch würde eine Ausbildung, welche getrennt von Heiligkeit, von Leben und Moral sei, nicht zur Verteidigung der Ziele führen. In der Verantwortung der Priester liege es, den Glaubensgrundsätzen zu folgen und sich nicht von dem beeinflussen zu lassen, was sie sehen, sondern durch das, was sie hören. Es muss das klare Zeugnis über Gott vertreten werden. Sie müssen um Christus streiten, aber nur unter der Leitung derer, welche Christus als Leiter (Anm.: Bischöfe) gewählt habe.

## Aufgaben und Autorität der Bischöfe
Die Ausbildung der Priester und die gewissenhafte Auswahl solle durch die Bischöfe erfolgen und zur Ausbildung sollten die besten Lehrer ausgesucht werden, die im Stande seien, die göttliche Doktrin, treu zu unseren Geboten, zu vermitteln. Es müsse erreicht werden, dass die jungen Priester mit den besten Voraussetzungen versehen, den wahren Geist der Kirche erfüllen und als „Leiter ihrer Herde“ ihr Amt ausführen könnten. In Diözesen, in denen noch keine eigene Priesterausbildung stattfindet, werden finanzielle und infrastrukturelle Mittel bereitgestellt, es sei aber auch denkbar, junge Studenten in Rom studieren zu lassen.
Er mahnt nochmals die Autorität der Bischöfe an und fordert sie mahnend und ermunternd auf (Exhortatio), ihre Aufgabe mit Disziplin und Strenge zu verfolgen. Abschließend regt er dringend an, während der Bischofssynoden die Pläne abzustimmen, um somit eine gemeinsame Verpflichtung zu erfüllen.